# Oreodaphne retroflexa
Oreodaphne retroflexa là loài thực vật có hoa trong họ Nguyệt quế. Loài này được (Poir.) Nees miêu tả khoa học đầu tiên năm 1836.